# Rehab (singolo Amy Winehouse)
Rehab è una canzone della cantautrice inglese Amy Winehouse. È il primo singolo estratto dall'album Back to Black, pubblicato il 23 ottobre 2006 dalla Island Records.
La canzone, prodotta da Mark Ronson, è stata il singolo che ha trainato l'album. Ha venduto circa 144 900 copie in Gran Bretagna considerando sia le vendite commerciali sia il download legale.
Nella classifica "100 Best Songs of the 2000s" della rivista Rolling Stones la canzone si posiziona alla numero 8.

## Descrizione
Scritta dalla stessa Winehouse e dalla poetessa e musicista americana Erzsebet Beck, Rehab parla del suo rifiuto di andare in clinica a disintossicarsi dall'alcool, come i suoi manager le avevano richiesto. Il titolo è infatti la forma popolare e più usata di rehabilitation center. Al riguardo ha dichiarato: «Ho chiesto a mio padre se pensava che ne avessi bisogno. Ha detto "No, ma dovresti provarci". Quindi l'ho fatto, solo per 15 minuti. Ho detto "ciao" e ho spiegato che bevo perché sono innamorata e ho rovinato la mia relazione. Poi sono uscita». La cantante ha in seguito cambiato manager.
Il gruppo delle Girls Aloud si è esibito in una cover del brano ad un programma di BBC Radio 1. Anche il cantante scozzese Paolo Nutini ha proposto la sua versione del pezzo nello stesso programma Live Lounge.

## Video musicale
Il video musicale è stato diretto da Phil Griffin ed ultimato a settembre 2006. Il clip è ambientato in una sorta di vecchio ospedale decadente, con la band della cantante che suona in vestaglia e pigiama. Inizia con la cantante che si alza dal letto e va a vedersi allo specchio. Durante la seconda strofa è su una sedia nell'ufficio di uno psichiatra. Al termine del video, la Winehouse si siede sul letto con la sua band accanto.

## Tracce

### Versione britannica
1. Rehab
2. Do Me Good
3. Close To The Front

## Classifiche
| Classifica (2006/2007) | Posizione massima |
| ---------------------- | ----------------- |
| Australia              | 35                |
| Austria                | 19                |
| Belgio (Fiandre)       | 10                |
| Belgio (Vallonia)      | 24                |
| Canada                 | 10                |
| Europa                 | 23                |
| Finlandia              | 15                |
| Francia                | 11                |
| Germania               | 23                |
| Irlanda                | 21                |
| Italia                 | 9                 |
| Norvegia               | 1                 |
| Nuova Zelanda          | 12                |
| Paesi Bassi            | 14                |
| Regno Unito            | 7                 |
| Repubblica Ceca        | 49                |
| Slovacchia             | 77                |
| Stati Uniti            | 9                 |
| Stati Uniti (Pop)      | 13                |
| Svezia                 | 51                |
| Svizzera               | 11                |
| Classifica (2011)      | Posizione massima |
| Australia              | 27                |
| Austria                | 32                |
| Danimarca              | 33                |
| Francia                | 17                |
| Irlanda                | 30                |
| Nuova Zelanda          | 13                |
| Paesi Bassi            | 13                |
| Regno Unito            | 29                |
| Spagna                 | 7                 |
| Svizzera               | 12                |